# 판테온 (로마)

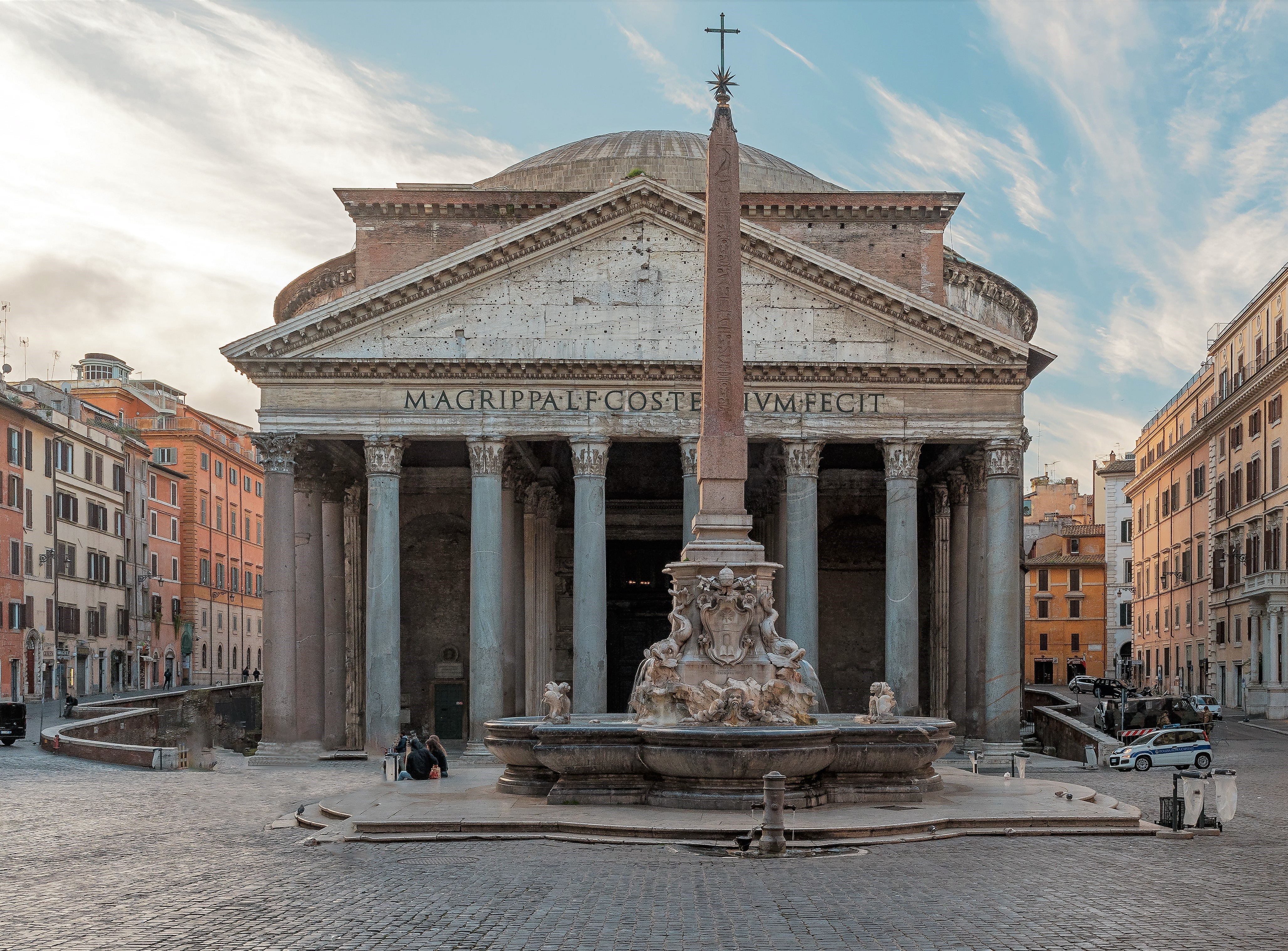
판테온의 정면

판테온(라틴어: Pantheon)은 이탈리아 로마에 위치한 옛 로마 신전으로, 7세기 들어 가톨릭 성당으로 활용되면서 지금까지 전한다. 판테온은 그리스어 ‘판테이온(Πάνθειον)’에서 유래한 말로, “모든 신을 위한 신전”이라는 뜻이다.
고대 로마 신들에게 바치는 신전으로 사용하려고 지은 로마의 건축물로, 하드리아누스 황제 때 서기 125년경 재건했었다. 모든 고대 로마 건축물 가운데 가장 보존이 잘 되어 있고, 전 세계를 통틀어 당대 건물 가운데서도 가장 보존 상태가 좋다고 평가한다. 역사적으로 판테온은 쭉 사용했었다. 현존하는 건물의 설계는 트라야누스 황제의 건축가인 다마스쿠스의 아폴로도루스가 했다는 견해도 있으나, 이 건물 자체와 건물의 설계는 하드리아누스 황제나 그의 건축가들이 했을 가능성이 크다. 7세기 이후부터는 로마 가톨릭교회의 성당으로 사용했다. 판테온은 현재 로마에서 존재하는 가장 오래된 돔 구조이다. 바닥에서 원형 구멍까지의 높이와 돔 내부 원의 지름은 43.3m로 같다.

## 역사

### 고대

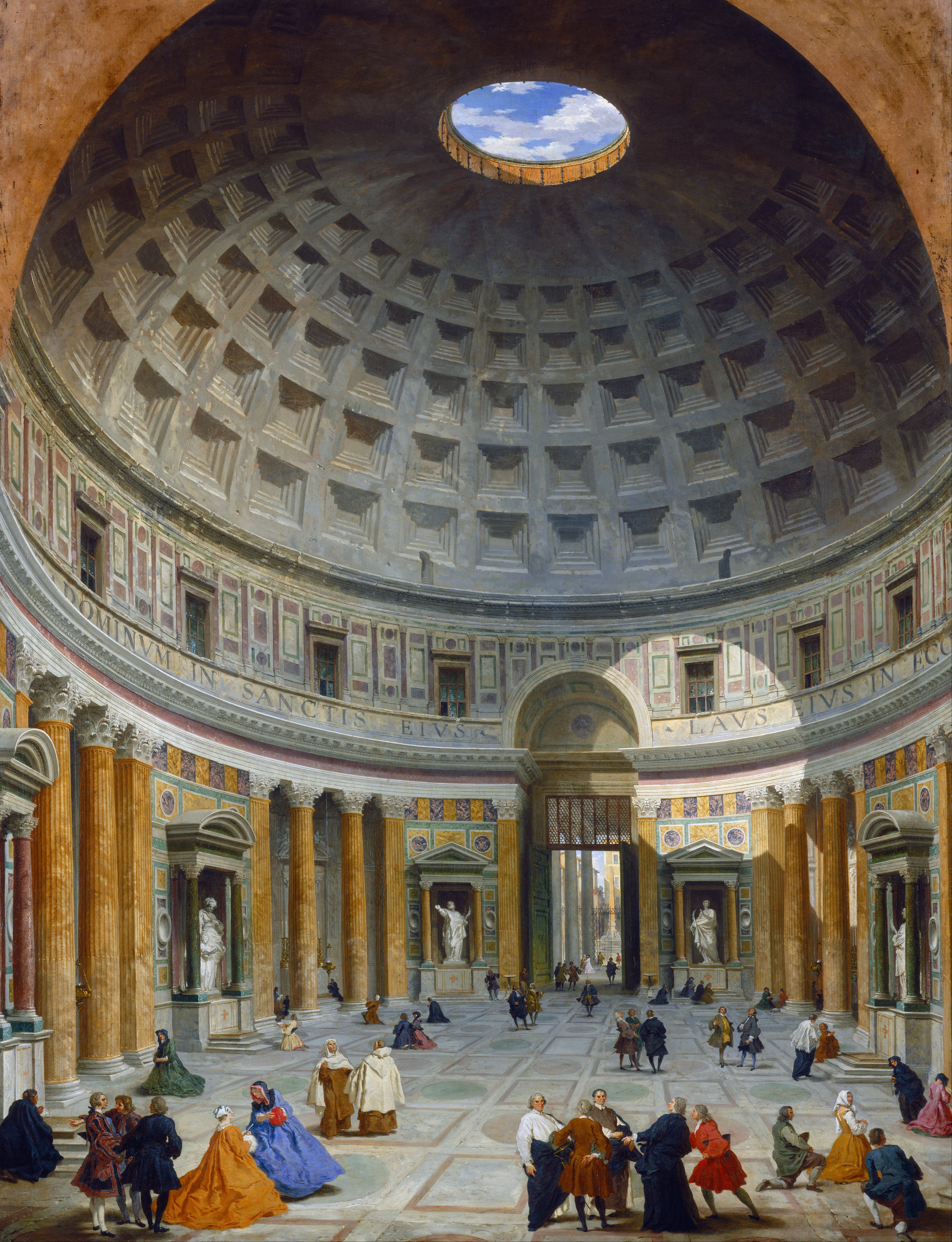
18세기의 판테온의 실내. 조반니 파올로 파니니의 그림. 파니니의 다른 그림을 보려면 빈의 리히텐슈타인 박물관에 있는 참조.

악티움 해전(기원전 31년) 이후, 아그리파는 그의 집정관의 세 번째 임기 중에 원래의 판테온을 건립하고 이를 신에게 봉헌하였다(기원전 27년). 아그리파의 판테온은 서기 80년 로마에 일어난 대화재 때문에 다른 건물과 함께 불타 없어졌다. 지금 있는 건물은 서기 125년경 하드리아누스 황제 재위 때 세운 것이다. 원래 있던 명문(“M·AGRIPPA·L·F·COS·TERTIVM·FECIT”. Marcus Agrippa, Lucii filius, consul tertium fecit를 의미하며, “'루시우스의 아들인 마르쿠스 아그리파가 세 번째 집정관 임기에 만들었다”라는 뜻이다.)을 새로운 건물 정면(파사드)에 덧붙였으며, 하드리아누스가 계획한 로마 전역에 걸친 재건 계획을 따라  완전히 재건했다. 하드리아누스는 동방으로 널리 여행했으며, 그리스 문화를 극히 칭송한 국제적인 황제였다. 그는 모든 신에게 바칠 신전으로 판테온을 건립했으며, 이는 로마 제국 내 로마 신을 믿지 않거나 다른 이름으로 로마 신을 섬기는 백성을 위한 일종의 혼합주의적인 행위였다. 이 건물 실제 용도는 알려지지 않았다.

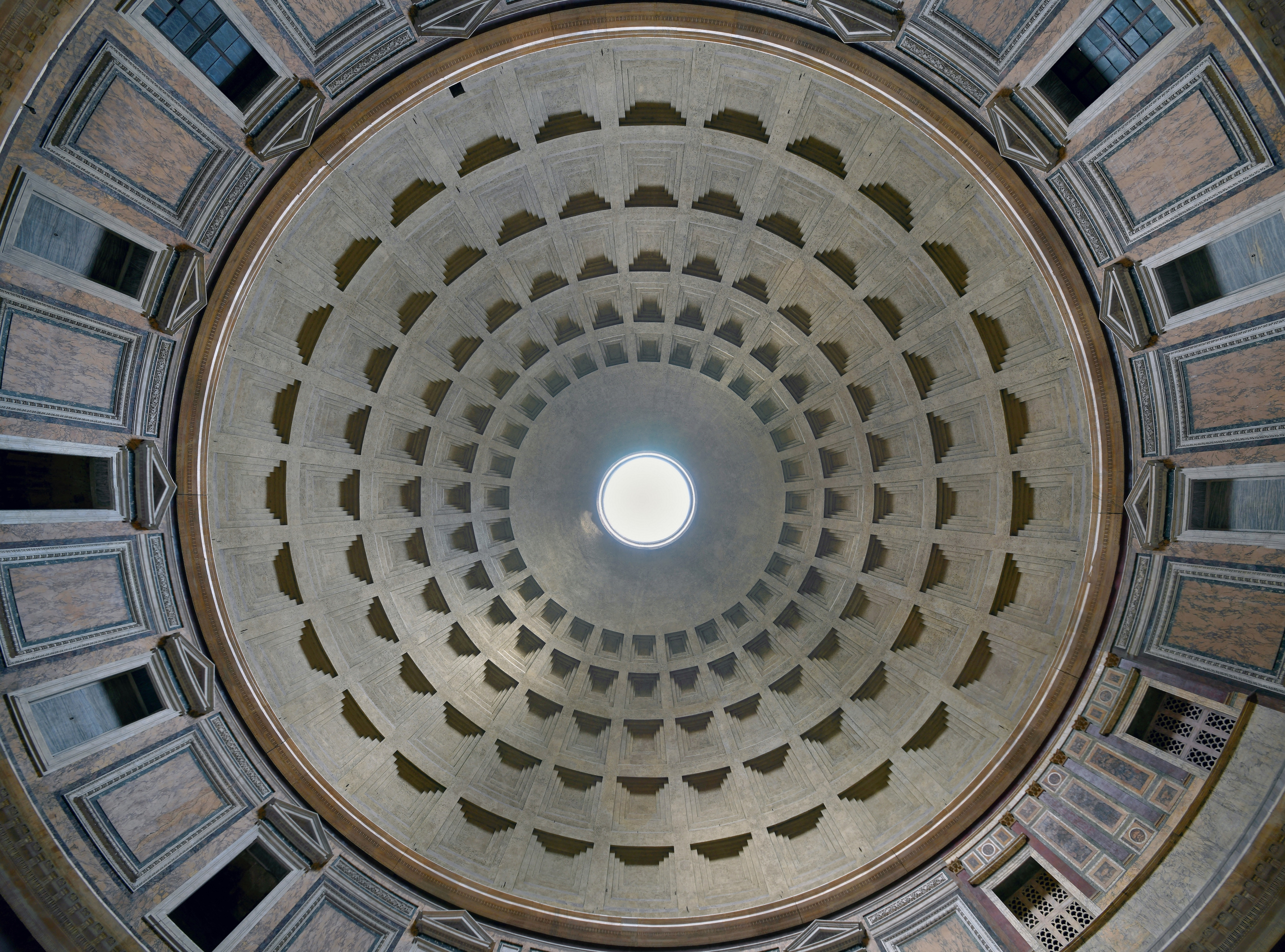
콘크리트에 쓰인 소란 반자는 거푸집에 부어졌으며, 이는 굳기 전까지 아래에 가구 구조를 만들어 지탱했다. 그리고 원형 구멍을 통해 빛을 받아들이게끔 하였다.

그리스계 로마 사람으로 원로원 의원과 집정관을 지낸 로마사(史)의 작가 카시우스 디오는 판테온을 재건하고서 약 75년 후 책을 저술했는데, 실수로 이 건물을 하드리아누스가 아닌 아그리파의 공으로 돌렸다. 디오 책은 판테온에 관한 가장 당대 근접한 저술로 보이며, 이 건물의 기원과 목적이 서기 200년까지도 명확하지 않았다는 점은 흥미롭다.
| “ | 아그리파는 판테온이라 불리는 건물을 완공했다. 이 건물이 마르스와 베누스를 포함한 많은 신의 조상들로 장식되어 있기 때문에 이런 이름이 붙은 것으로 보인다. 그러나 나는 하늘을 닮은 건물의 둥근 천장 때문에 이런 이름이 붙은 것으로 본다. (카시우스 디오, 로마사(史), 53.27.2) | ” |

판테온은 셉티미우스 세베루스와 카라칼라 황제에 의해 서기 202년에 보수되었고, 이를 기념하는 작은 비석이 세워졌다. 이 비석에는 “pantheum vetustate corruptum cum omni cultu restituerunt(세월에 의해 낡은 판테온을 그들이 모든 정성을 들여 보수하였음)”라는 글이 새겨졌다.

### 중세

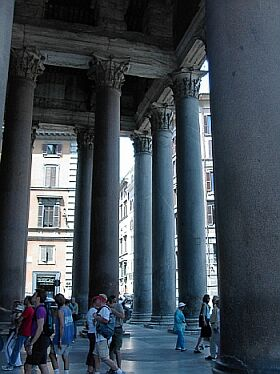
판테온의 열주 현관 아래 부분. 이 열주 현관의 코린트식 오더는 르네상스와 그 이후 건축가들에게 영향을 주었다.

609년 동로마 제국의 황제 포카스는 판테온을 교황 보니파시오 4세에게 넘겨주었다. 보나파시오 4세는 이 건물을 산타 마리아 아드 마르티레스(Santa Maria ad Martyres)라는 이름의 성당으로 개축한 다음 축성(祝聖)하였다(현재는 산타 마리아 데이 마르티리[Santa Maria dei Martiri]로 개명).
판테온은 기독교 성당으로 개축된 덕분에 상당수의 고대 로마의 건물들이 중세 초기에 겪은 파괴와 약탈 등을 겪지 않을 수 있었다. 파울루스 디아코누스는 663년 7월 로마를 방문한 콘스탄스 2세에 의해 자행된 건물들의 약탈에 대해 아래와 같이 기록했다.
| “ | 그는 로마에 12일간 머물면서 고대 로마의 금속으로 된 모든 장식들을 끌어내 버렸다. 심지어 한때 모든 신들을 찬미하고자 세워져 판테온이라는 이름을 가졌으나, 지금은 옛 통치자들의 합의에 따라 순교자들의 무덤이 된 (축복받은 마리아) 성당의 지붕까지도 벗겨 냈다. 그리고 그는 건물에서 청동 타일을 벗겨내어 다른 장식품들과 함께 콘스탄티노폴리스로 보냈다. | ” |

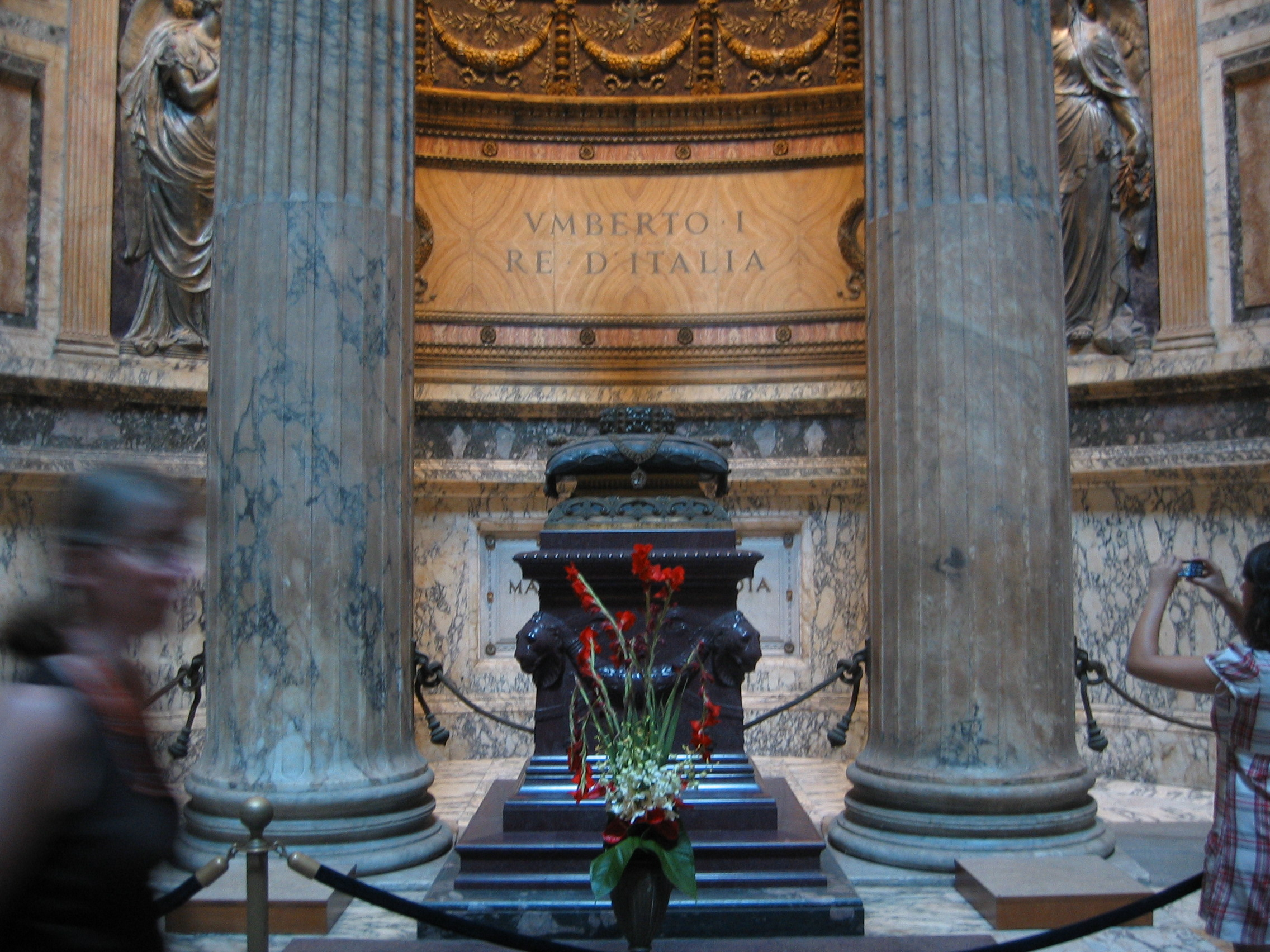
움베르토 1세의 무덤

수 세기 동안 건물의 외부를 장식하던 양질의 대리석들이 없어져 버렸으며, 심지어 이 건물의 벽에 붙어 있던 기둥의 머리부분은 대영 박물관에 보관되어 있다. 판테온의 두 기둥은 건물의 동쪽에 접한 중세 건물들 때문에 잘려나가 없어져 버렸다. 17세기 초반 교황 우르바노 8세는 현관의 청동 천장을 벗겨 내고 중세풍의 종탑을 카를로 마데르노가 설계한 (19세기 후반에 없어진) 쌍둥이 탑으로 교체했다. 그 외에 없어진 것은 외부의 조각상들로 아그리파의 명문(銘文) 위의 페디먼트를 장식하던 것이었다. 대리석으로 된 실내 장식과 거대한 청동 문은 엄청난 복원 작업을 통해 끝까지 살아남았다.

### 르네상스
르네상스 시대 이래로 판테온은 무덤으로 사용되었다. 여기에 묻힌 사람들 가운데는 화가인 라파엘로와 안니발 카라치, 작곡가 아르칸젤로 코렐리, 건축가 발다사레 페루치 등이 있다. 15세기에 판테온은 그림들로 장식되었는데, 가장 유명한 것은 멜로초 다 포를리의 성모영보이다. 브루넬레스키와 같은 건축가들은 피렌체 대성당의 돔을 설계할 때 판테온을 참고했으며, 판테온은 그들 작품에 대한 영감으로 취급받았다.

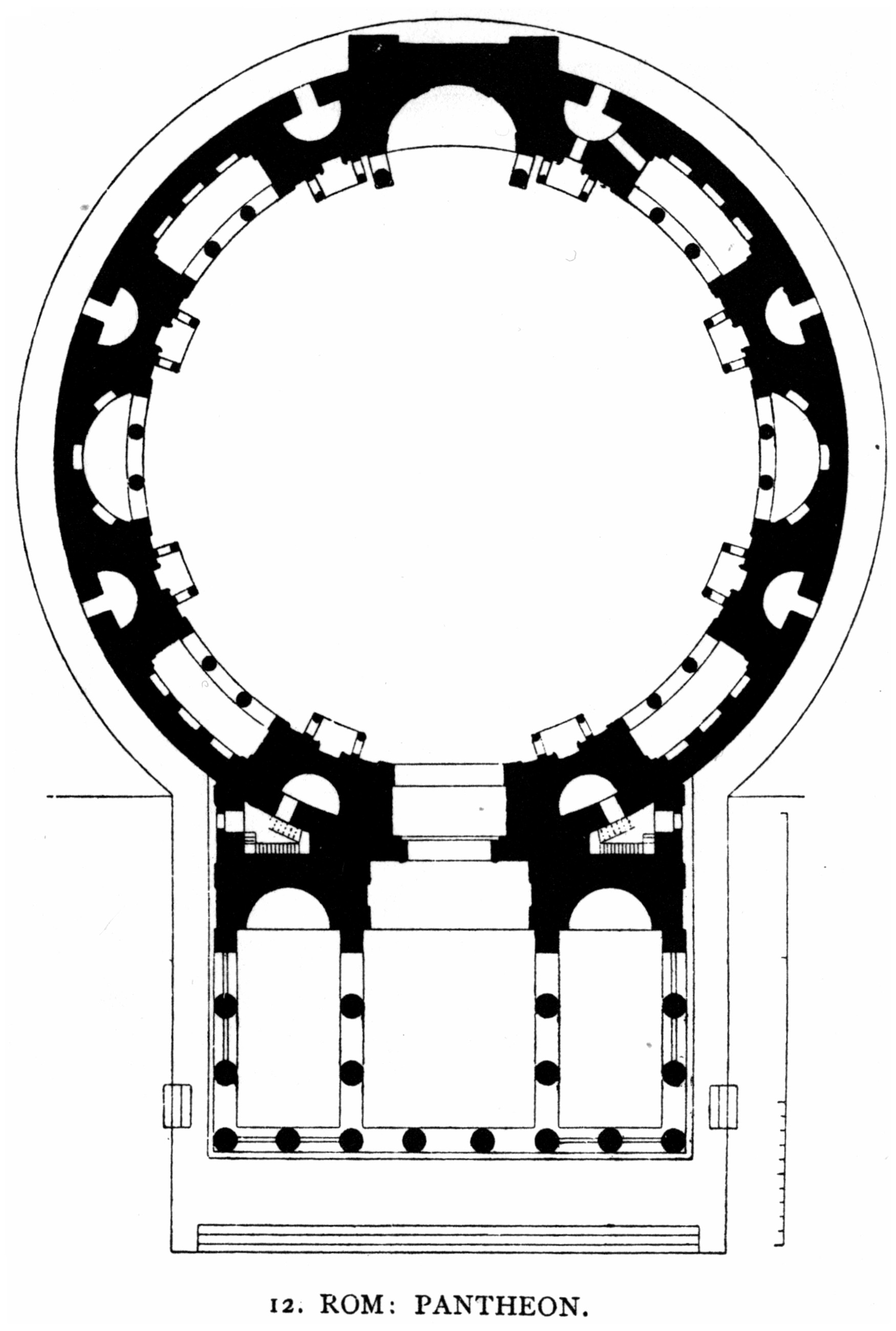
게오르크 데히오/구스타프 폰 베촐트가 그린 판테온의 평면도

교황 우르바노 8세(1623~1644)는 판테온 현관의 청동으로 된 천장을 녹일 것을 명령했다. 청동 대부분은 산탄젤로 성의 방어를 위한 사석포(射石砲)를 만드는 데 사용되었으며, 남은 청동은 교황 국무처가 다른 여러 작품을 위해 사용했다. 한편, 청동은 베르니니가 성 베드로 대성당의 제대 위에 있는 발다키노를 만드는 데 사용했다는 이야기가 널리 알려졌다. 그러나 전문가의 의견에 따르면, 교황청에서는 청동의 대략 90%를 대포를 만드는 데 사용했을 것으로 보이며, 발다키노의 청동은 베네치아에서 공수해온 것이라 한다. . 한편, 이에 대해 로마에서는 “Quod non fecerunt barbari, fecerunt Barberini”(야만인barbarian들도 하지 않았던 것을 바르베리니 가문[우르바노 8세의 가문]이 했다.)와 같은 매우 풍자적인 격언이 등장했다.
1747년 돔 아래의 가짜 창문이 있는 광대한 프리즈가 “복원”되었으나, 원래의 것과는 조금밖에 닮지 않았다. 20세기 초반에 원본의 한 조각이 르네상스 드로잉과 그림들로부터 재구성되어, 패널 일부로 다시 만들어졌다.

### 근대
여기에는 이탈리아의 비토리오 에마누엘레 2세와 움베르토 1세 두 왕이 묻혀 있으며, 움베르토의 배우자인 마르게리타 왕비 역시 이곳에 묻혀 있다. 비록 이탈리아는 1946년 이후 공화국이 되었지만, 이탈리아 군주주의 단체의 지원자들은 판테온에 있는 왕족 묘지 주변을 감시했다. 이는 시간이 흐르면서 공화주의자들의 저항을 불러 일으켰다. 이탈리아 문화유산부 에서 이 건물의 치안과 유지를 담당하고 있었음에도, 교황청 당국에서는 이러한 감시 행위를 승낙하였다.

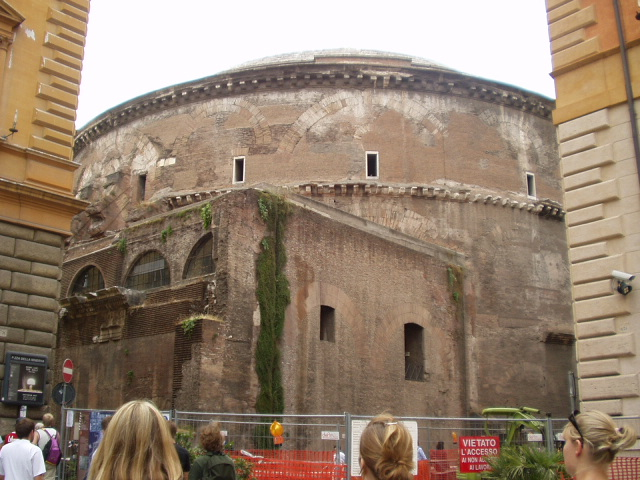
판테온의 남동쪽 부분

판테온은 아직도 가톨릭교회의 성당으로 사용되고 있으며 미사가 집전되고 있는데, 특히 중요한 축일이나 결혼식 등에 행해진다.

## 구조

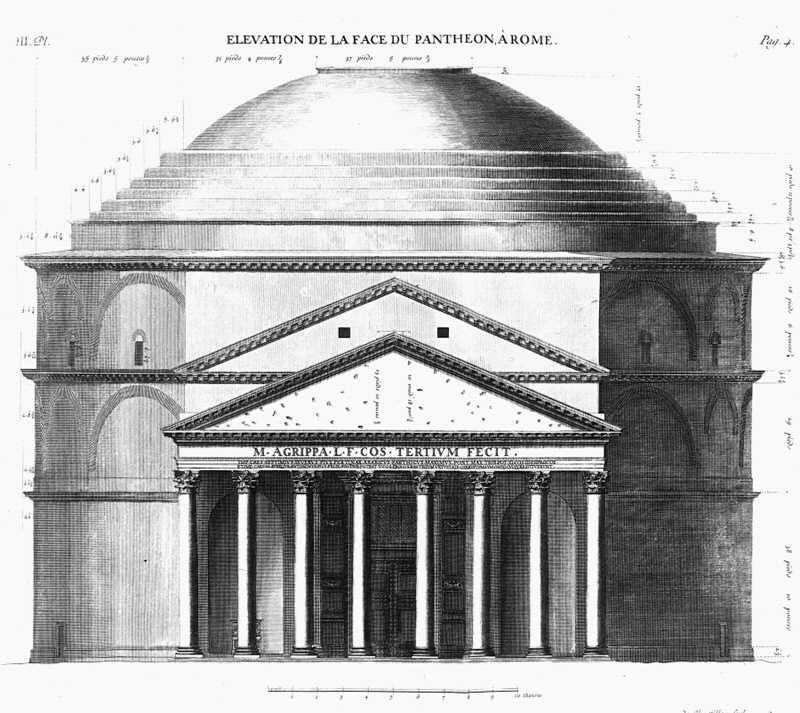
앙투안 데고데가 그린 판테온의 입면도,《Les edifices antiques de Rome(로마의 고대 건물들)》, 파리, 1779. 다른 그림들과 마찬가지로, 이 판화는 로마에 한번도 가보지 못한 디자이너들에게 도움을 주었다.

판테온은 원형 건물로, 그 현관인 주랑 현관 세 열의 거대한 화강암으로 된 코린트식 기둥들(첫 번째 열에는 여덟 개가 있고, 각각 네 기둥이 있는 두 열은 뒤쪽에 있음)이 있으며, 그 위에는 박공벽이 있다. 주랑 현관은 원형 홀을 향해 열려 있는데, 이 원형 홀 위에는 소란 반자들로 장식된 콘크리트 돔이 있다. 이 콘크리트 돔 가운데의 개구부는 하늘을 향해 열려 있다. 판테온은 독립된 건물로 생각되기 쉬우나, 판테온 뒤에는 원래 붙어 있는 건물이 있었다. 이 건물은 현재 고고학 유물이 되어버렸다.
주랑 현관 뒤에 있는 벽 안에는 벽감들이 있는데, 이 안에는 카이사르, 아우구스투스, 아그리파 혹은 유피테르·유노·미네르바의 세 신 혹은 다른 신들의 조상이 있었을 것으로 추정된다. 신상 안치소로 통하는 커다란 청동 문은 황금으로 도금되어 있는데, 문은 현존해 있으나 금은 오랜 세월에 걸쳐 사라져갔다. 박공벽은 조각들로 장식되어 있으며 조각들을 붙잡아주는 고정기구가 있었던 자리의 구멍들은 지금도 볼 수 있다.
4,535톤 중량의 콘크리트 돔은 9.1m 지름의 홍예돌이 모인 테두리에 집중되어 개구부를 형성한다. 돔 아래를 향한 추력은 6.4m 두께의 원통형 벽 안에 있는 여덟 개의 원통형 둥근 천장들로 분산되어 기둥들까지 전해진다. 돔 두께는 기초 부분에서 6.4m이고 개구부 주변에서는 1.2m이다. 개구부까지의 높이와 실내 원의 지름은 43.3m로 일치하며, 따라서 이 건물의 실내 전체는 정육면체 안에 정확히 들어갈 수 있다(다시 말하자면 실내는 지름이 43.3m인 구를 감쌀 수도 있음). 판테온은 철근이 들어 있지 않은 세계에서 가장 거대한 콘크리트 돔이다. 지붕 내부는 하늘나라의 둥근 궁륭을 상징하도록 의도되었을 것이다. 돔의 거대한 눈(개구부)으로 모든 빛이 쏟아져 들어온다. 개구부는 또한 냉각과 통풍의 기능이 있다. 폭풍이 불 때는 바닥 아래의 배수 체계가 개구부를 통해 쏟아지는 빗물을 조절한다.
내부는 쑥 들어간 판들(소란 반자)이 특징인데 옛날에는 청동 별이나 둥근 꽃 모양 장식, 혹은 다른 장식물 등으로 장식되었을 것이다. 이 소란 반자들은 장식적 기능을 하면서 이 건물의 개구부와 마찬가지로 천장의 무게를 줄여 주는 기능을 한다. 원형 홀 벽의 꼭대기는 벽돌로 된 경감 아치(건물의 무게 부담을 덜어주는 아치)들이 있는데, 밖에서 볼 수 있으며 벽돌 쌓기로 만들어졌다. 판테온은 이러한 장치들로 가득 차 있는데, 그 예로 움푹 들어간 안쪽에 있는 경감 아치들을 들 수 있다. 그러나 이 모든 아치들은 내부장식에서는 대리석으로 치장된 면 아래에 숨겨져 있으며, 외부에서는 회칠한 외벽이나 석재 벽으로 숨겨져 있다. 건물을 건설한 이후에 내부 장식에 몇 가지 변화가 생겼다.

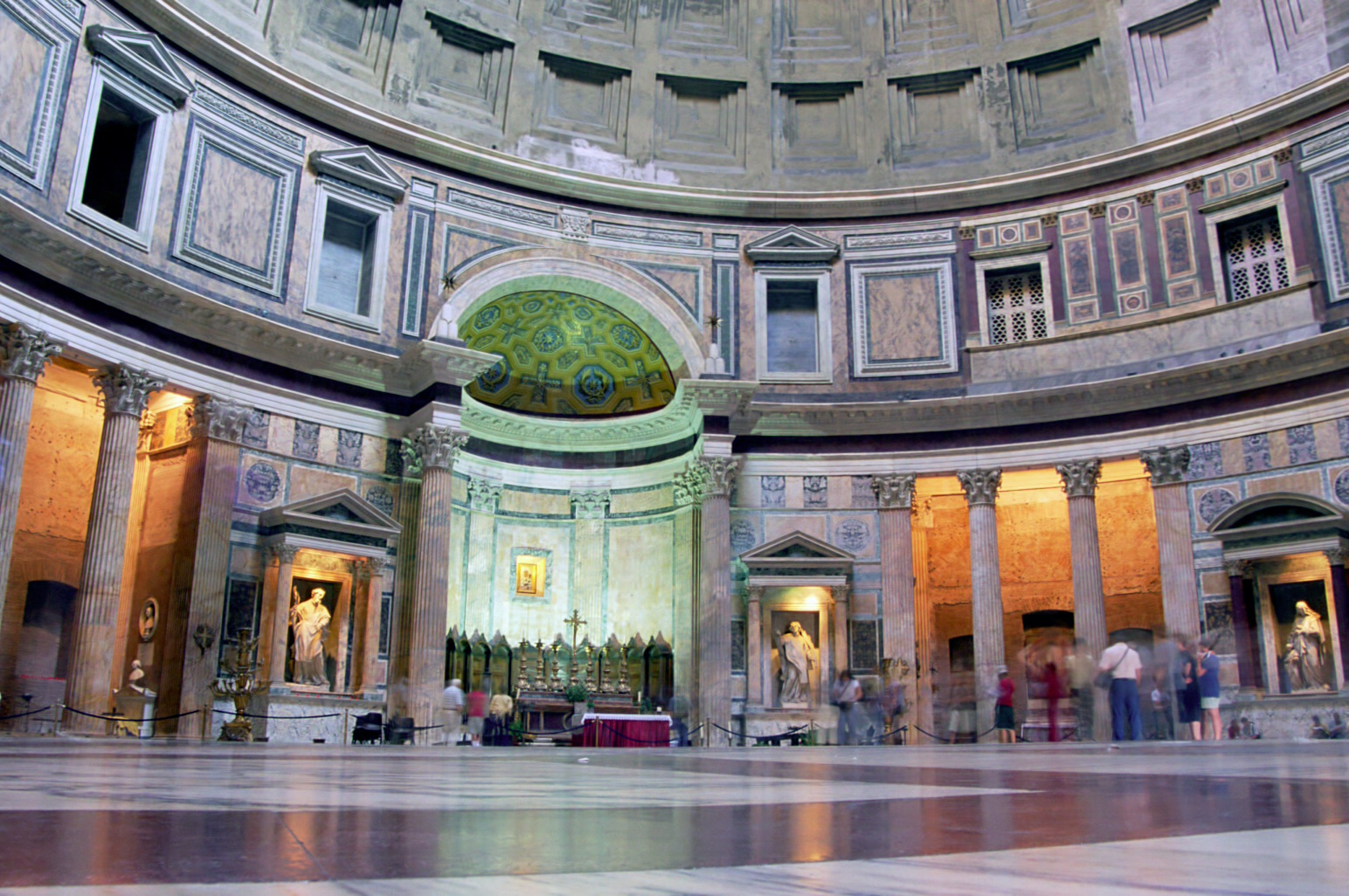
판테온의 내부.

소석회 반죽과 포촐라나(pulvis puteolanum)와 인근 화산에서 가져온 가벼운 부석(浮石), 주먹 크기의 돌들로 만들어진 콘크리트가 이 로마 건물의 주 재료로 알려졌다. 이 콘크리트는 현재 쓰이는 콘크리트와 매우 흡사하다. 판테온에 사용된 콘크리트의 인장시험 결과는 없다. 그러나 코완(H. W. Cowan)은 리비아의 로마 유적에서 나온 고대의 콘크리트가 20MPa의 압축력을 견딜 수 있다는 결과가 나왔다고 한다. 이 실험에서 이 표본은 1.5Mpa의 인장력을 견딜 수 있다고 한다. 마크와 허친슨이 행한 이 건물의 제한된 성분 분석에서는 돔과 도드라진 외벽 사이의 연결부에서의 최대 인장 응력이 0.13Mpa밖에 되지 않는다고 한다. 밀도가 낮은 콘크리트를 돔의 높은 층들에 사용함으로써 돔에 가해지는 응력은 충분히 덜어진다는 것이 확인되었다. 마크와 허친슨은 만약 일반적인 무게의 콘크리트가 전체적으로 사용되었다면 아치에 가해지는 응력이 80%는 증가했을 것으로 추정했다.
고대 로마의 기념 건물의 한 예로서, 판테온은 적어도 르네상스 시대까지 서양 건축사에 엄청난 영향을 미쳤다. 그 예로, 브루넬레스키가 설계하여 1436년에 완공된 피렌체의 산타 마리아 델 피오레 대성당의 42m의 돔을 들 수 있는데, 이는 고대 후기 이래로 서유럽에서 건설된 최초의 거대 규모의 돔이다. 판테온의 양식은 19세기와 20세기의 많은 건물에서 찾아볼 수 있는데 수많은 시청, 대학교 건물과 공공 도서관에서도 이 주랑 현관-돔 구조가 드러난다. 판테온에 영향을 받은 유명한 건물들은 파리의 팡테옹을 비롯하여 세계 각지에서 찾아볼 수 있다.

## 가톨릭 성당으로 탈바꿈

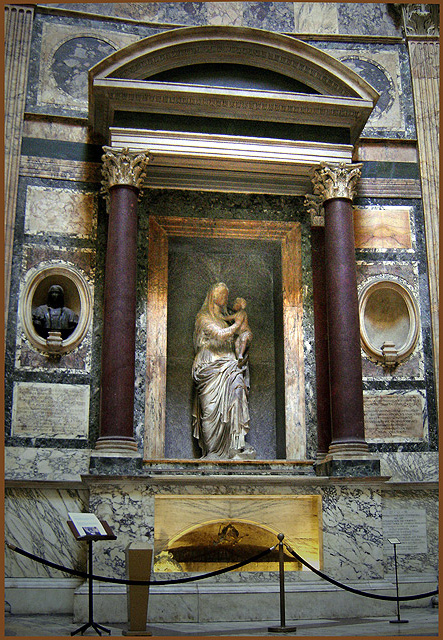
라파엘로의 무덤

현재 남아있는 제대와 후진(後陣)은 교황 클레멘스 9세(1700-1721)의 의뢰로 알레산드로 스페키가 설계한 것이다. 후진에는 동로마의 성모 성화 복제품이 안치되어 있다. 현재 바티칸 의전사제들의 전용 경당에 있는 원본은 13세기에 만들어진 것으로, 실제로는 그보다 더 오래되었다는 견해도 있다. 성가대석은 1840년에 추가되었으며, 이는 루이지 폴레티가 설계한 것이다.
입구에서 오른쪽 첫 번째에 있는 벽감에는 작자 미상의 그림인 거들의 성모와 바리의 성 니콜라오(1686)가 있다. 오른쪽에서 제1경당은 성모 영보 경당으로, 멜로초 다 포를리가 그린 것으로 보이는 성모 영보 프레스코화가 있다. 왼편에는 클레멘트 마이올리가 그린 캔버스화 성 라우렌시오와 성녀 아녜스(1645-1650)가 있다. 오른쪽 벽에는 피에트로 파올로 본치의 작품인 의심하는 성 토마스(1633)가 있다.
두 번째 벽감에는 15세기 토스카나파(派)가 성모의 대관식을 묘사한 프레스코화가 있다. 제2경당에는 비토리오 에마누엘레 2세(1878년 망사)의 무덤이 있다. 이 경당은 원래 성령에게 바쳐진 것이다. 어떤 건축가가 이를 설계하는 영광을 누릴지 경쟁시합이 열렸다. 주세페 사코니가 참가했지만 낙선했는데, 이후 그는 반대쪽 경당의 움베르토 1세의 무덤을 설계했다. 경기에서 당선된 이는 만프레디오 만프레디이며, 그는 1885년에 작업을 시작했다. 무덤에는 로마 독수리가 위에 얹혀진 거대한 청동 명판과 사보이 가의 문장이 있다. 무덤 위에 타오르는 황금 램프는 1947년 망명 중에 사망한 비토리오 에마누엘레 3세를 기리는 것이다.
세 번째 벽감에는 일 로렌초네의 조각 성녀 안나와 축복받은 성모가 있다. 제3경당에는 움브리아파(派)의 15세기 회화인 성 프란체스코와 성 요한 세례자 사이에 있는 은혜로운 성모가 있다. 이 그림은 종종 난간 위의 성모라고도 불리는데, 이 그림이 원래 현관 왼쪽의 벽감 안에 난간으로 보호된 채로 걸려 있었기 때문이다. 이 그림은 성모영보 경당으로 옮겨졌고, 1837년 이후 지금의 위치로 옮겨졌다. 오른쪽 벽에는 작자 미상의 캔버스화 교황 보니파시오 4세에게 판테온을 선물하는 포카스 황제(1750)가 있다. 바닥에는 세 개의 기념 명판이 있는데, 그 가운데 하나는 지스몬다를 기념하는 문구가 라틴어가 아닌 언어로 쓰여 있다. 오른쪽의 마지막 벽감에는 베르나르디노 카메티가 만든 성 아나스타시오(1725)의 조각상이 있다..

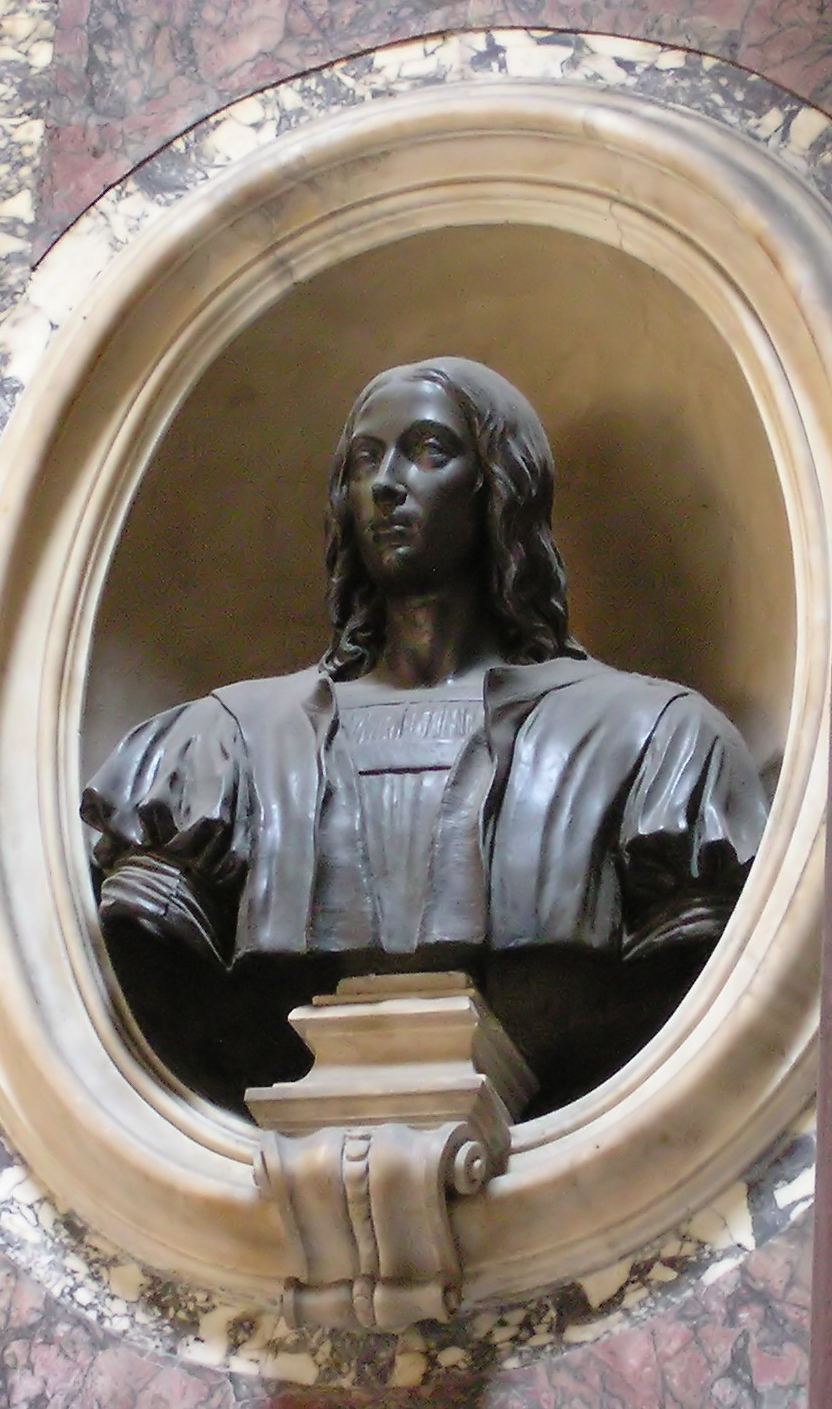
라파엘로의 무덤 위에 있는 그의 흉상.

입구에서 왼쪽에 있는 첫 번째 벽감에는 안드레아 카마세이가 만든 성모 승천(1638)이 있다. 왼쪽에서 첫 번째 경당은 성지의 성 요셉 경당으로 판테온 비르투오지 신자회의 전용 경당이기도 하다. 이는 16세기에 이 경당에서 계속 미사를 집전할 수 있게 만든 교회법(Desiderio da Segni)에 의해 결성된 예술가들과 음악가들의 모임을 가리킨다. 이 모임의 초기 구성원들은 안토니오 다 상갈로 일 조바네, 야코포 메네기노, 조반니 만고네, 타데오 추카리, 도메니코 베카푸미, 플라미노 바카 등이 있었다. 이 모임에는 로마의 저명한 예술가들과 건축가들이 가입했는데, 베르니니, 코르토나, 알가르디 외에도 많은 인물이 있었다. 이 모임은 현재 칸첼레리아 궁전을 본부 삼아 교황청립 미술학원(Academia Ponteficia di Belle Arti)이라는 이름으로 남아있다. 경당의 제대는 가짜 대리석으로 덮여 있다. 제대 위에는 빈첸초 데 로시가 그린 성 요셉과 아기 예수가 있다. 양옆에는 거장의 한 명인 프란체스코 코차가 그린 그림들(1661)이 있는데, 왼쪽에는 목동들의 경배가 있으며 오른쪽에는 세 동방 박사의 경배가 있다. 왼쪽의 회칠을 한 부조인 성 요셉의 꿈은 파올로 베날리아의 작품이며 오른쪽의 이집트 탈출 중의 휴식은 카를로 모날디의 작품이다. 궁륭 위에는 17세기 작품인 캔버스화들이 왼쪽에서부터 오른쪽으로 루도비코 지미냐니의 쿠마이의 시빌라, 프란체스코 로사의 모세, 조반니 페루치니의 영원한 아버지, 루이지 가르치의 다윗, 조반니 안드레아 카를로네의 에리트리아의 시빌라가 있다.
두 번째 벽감에는 빈첸초 펠리치의 성녀 아녜스 조상이 있다. 왼쪽에 있는 흉상은 발다사레 페루치를 묘사한 것으로 조반니 두프레의 석고상에서 따온 것이다. 움베르토 1세와 그의 아내인 마르게리타 디 사보이의 무덤은 바로 옆의 경당에 있다. 이 경당은 원래 대천사 미카엘에게 봉헌되었다가, 나중에 사도 토마스에게 봉헌되었던 것이다. 지금의 형태는 주세페 사코니가 설계한 것으로, 그의 사후 제자인 귀도 치릴리가 완성한 것이다. 무덤은 도금된 청동으로 장식된 설화 석고판으로 되어 있다. 소벽(小壁)에는 비유적인 묘사가 담겨 있는데 에우제니오 마카냐니는 관대함을, 아르날도 초치는 후함을 표현했다. 왕족의 무덤들은 1878년에 설립된 왕릉의 명예로운 호위대 국립협회에 의해 유지되고 있다. 그들은 또한 무덤 주변에 경계병들을 배치했다. 왕릉의 제대에 있는 문장은 치릴리의 작품이다.
세 번째 벽감에는 위대한 예술가인 라파엘로의 유해가 매장되어 있는데, 그의 대리석 석관에 있는 비문에 따르면 “뼈와 재들이” 남아있다. 그의 약혼녀인 마리아 비비에나는 라파엘로의 대리석 석관의 오른쪽에 묻혔는데, 그녀는 그와 결혼하기 전에 죽었다. 석관은 교황 그레고리오 14세가 기증한 것으로, 이 비문에는 “ILLE HIC EST RAPHAEL TIMUIT QUO SOSPITE VINCI / RERUM MAGNA PARENS ET MORIENTE MORI”(살아 있을 때 자신을 능가할까 봐 두려워했던 모든 것들의 어머니(자연)에 의해, 여기 라파엘로가 묻혀 있다. 라파엘로가 죽을지라도 그녀(자연)는 죽을 것이다.)라고 새겨져 있다. 이 비문은 피에트로 벰보가 새긴 것이다. 현재의 배치는 1811년 이후의 것으로, 안토니오 무노스가 설계한 것이다. 라파엘로의 흉상(1833)은 주세페 파브리스의 작품이다. 두 개의 명판은 마리아 비비에나와 안니발 카라치를 기념하는 것이다. 무덤 뒤에는 바위의 성모라고 알려진 조각상이 있는데, 성모가 바위 위에 한쪽 발을 쉬게 하고 있기 때문이다. 이 조각상은 로렌체토가 라파엘로가 의뢰를 받아들여 1524년에 만든 것이다.
그리스도의 수난 경당에는 벽감 안에 로마 시대의 벽돌로 된 벽이 보인다. 제대 위에 있는 나무로 된 수난상은 15세기에 만들어진 것이다. 왼쪽 벽에는 피에트로 라브루치의 작품인 성령 강림(1790)이 있다. 오른쪽 벽에 있는 얕은 부조인 교황 비오 7세에게 잃어버린 다섯 지방을 헌정한 콘살비 추기경(1824)은 덴마크의 조각가인 베르텔 토르발센의 작품이다. 여기에는 아고스티노 리바롤라 추기경의 흉상이 있다. 이쪽의 마지막 벽감 안에는 프란체스코 모데라티의 작품인 조각상 성 에라시오(1727)가 있다.

## 같이 보기
- 피렌체 산타 마리아 델 피오레 대성당
- 팡테옹

## 참고 문헌
- Podguides Pantheon, guided tour through the Pantheon on your iPod
- Pantheon Rome, Virtual Panorama and photo gallery
- Pantheon, article in Platner's Topographical Dictionary of Ancient Rome
- Pantheon, excerpt from Rodolpho Lanciani's The Ruins and Excavations of Ancient Rome Edition MDCCCXCVII
- Roman Concrete Research
- Live Pantheon Webcam
- Pantheon
- Tomás García Salgado, "The geometry of the Pantheon's vault"
- Roman Bookshelf - Views of the Pantheon from the 18th and 19th Century
- Aerial photo
- Photos of the Fountain outside of the Pantheon
- Pantheon at Night, Virtual Reality image of the Pantheon at Night
- Pantheon Project at the Karman Center for Advanced Studies in the Humanities, University of Bern, Switzerland Bibliography, Sections, Laser Scanning Data
- Pantheon, Virtual Tour with map and compass effect by Tolomeus
- , Prohászka Ottokár Memorial Church, Székesfehérvár, Hungary
- Pantheon at Great Buildings/Architecture Week website
- Art & History Pantheon 보관됨 2010-11-24 - 웨이백 머신
- in the Structurae database
- Norman T. Thornton. “PoeticPantheon by Norman T. Thornton” (3D VRML web application to house poetry ergodic / concrete). 2007년 10월 3일에 확인함.
- 엔싸이버 세계문화탐방 - 판테온[깨진 링크(과거 내용 찾기)]
- 여행, 그 이상 - 레 바캉스[깨진 링크(과거 내용 찾기)] [판테온]